# Джаспър (окръг, Айова)
Окръг Джаспър (на английски: Jasper County) е окръг в щата Айова, Съединени американски щати. Площта му е 1892 квадратни километра, а населението – 37 185 души (по изчисления за юли 2019 г.). Административен център е град Нютън.